# Schizopera
Schizopera är ett släkte av kräftdjur. Schizopera ingår i familjen Diosaccidae.

## Dottertaxa tillSchizopera, i alfabetisk ordning[1]
- Schizopera akatovae
- Schizopera anomala
- Schizopera aralensis
- Schizopera arenicola
- Schizopera baltica
- Schizopera borutzkyi
- Schizopera bozici
- Schizopera bradyi
- Schizopera brusinae
- Schizopera californica
- Schizopera carolinensis
- Schizopera chaetosa
- Schizopera clandestina
- Schizopera compacta
- Schizopera consimilis
- Schizopera fimbriata
- Schizopera gauldi
- Schizopera gligici
- Schizopera grimalschii
- Schizopera haitiana
- Schizopera hawaiiensis
- Schizopera inopinata
- Schizopera jugurtha
- Schizopera knabeni
- Schizopera kunzi
- Schizopera lacusamari
- Schizopera langi
- Schizopera longicauda
- Schizopera longirostris
- Schizopera meridionalis
- Schizopera minuta
- Schizopera minuticornis
- Schizopera monardi
- Schizopera nana
- Schizopera neglecta
- Schizopera nichollsi
- Schizopera noodti
- Schizopera ornata
- Schizopera paradoxa
- Schizopera parvula
- Schizopera petkovskii
- Schizopera pontica
- Schizopera pratensis
- Schizopera pseudojugurtha
- Schizopera reducta
- Schizopera rotundipes
- Schizopera scalaris
- Schizopera spinulosa
- Schizopera stephanidesi
- Schizopera subterranea
- Schizopera taricheana
- Schizopera tobae
- Schizopera triacantha
- Schizopera ungulata
- Schizopera validior
- Schizopera variseta
- Schizopera varnensis
- Schizopera vicina